# سرمه‌لو
سرمه‌لو یکی از روستاهای استان آذربایجان شرقی است که در دهستان گاودول غربی بخش مرکزی شهرستان ملکان واقع شده‌است. روستای سرمه لو یکی از قطب های بزرگ تولید انگور در استان است.